# 대전 보문사지 석조
보문사지석조(普文寺址石槽)는 대전광역시 중구 무수동, 보문사지에 있는 고려시대의 석조이다. 1989년 3월 18일 대전광역시의 문화재자료 제10호로 지정되었다.

## 개요
보문사터에 남아 있는 것으로, 사찰내에서 스님들이 사용하는 물을 담아두던 곳이다. 보문사는 확실한 창건시기를 알 수 없지만, 대전시 탄방동에 자리하고 있는 도산서원의『연혁지』에 이 절의 승려들을 동원하여 서원을 지었다는 기록이 있어 조선시대 후기까지는 법맥을 잇고 있었던 것으로 보인다. 현재 이 터에는 건물자리 5개와 석조·괘불지주·맷돌·세탁대 등이 남아 옛 자리를 지키고 있다.
석조는 전체가 4각을 이루고 밑바닥과 각 면은 평평하게 다듬어졌다. 바닥아래와 윗부분에는 고인 물을 다른 곳으로 빼기 위한 구멍이 있는데, 특히 윗부분의 구멍이 주전자 꼭지모양으로 되어 있어 아름다운 곡선으로 흘러 내렸을 옛 모습을 떠올리게 한다.
고려시대에 만든 작품으로 추측된다.

## 참고 자료
- 보문사지석조 - 국가유산청 국가유산포털